# 星に願いを (アグネス・チャンの曲)
「星に願いを」（ほしにねがいを）は、1974年2月25日に発売されたアグネス・チャンの5枚目のシングル。

## 収録曲
- 全曲作詞：安井かずみ／作曲：平尾昌晃／編曲：馬飼野俊一

1. 星に願いを (3分30秒)
2. わたしの日曜日 (3分11秒)